# Lutherkirche (Frankenthal)
Die Lutherkirche in Frankenthal (Pfalz) ist eine Pfarrkirche der Evangelischen Kirche der Pfalz, das bis 1964 nach Plänen von Rolf Gutbier erbaut. Der Architekt und Stadtplaner hatte auch die Pläne für die Carl-Bosch-Siedlung im Südwesten der Stadt entworfen.

## Geschichte
Die heutige Carl-Bosch-Siedlung wurde von der Stadt Frankenthal und der GEWOGE, einer Tochter der BASF, für Mitarbeiter des Unternehmens geplant. Die Wohnbauten umfassen Einfamilienhäuser mit Pultdächern, die das Bild der Siedlung prägen, Bungalows, Reihenhäuser, Punkthäuser in der Mitte und Hochhäuser am Rande. Die Kirchen am Nordrand der Siedlung wurden auch für die Gläubigen des anschließenden Stadtteils Lauterecken errichtet.
Die Lutherkirche wurde nach Martin Luther benannt und am 1. Advent 1964 eingeweiht. Zwei Jahre später wurde die Gemeinde selbständig und ein Presbyterium gewählt. Die benachbarte katholische Kirche St. Paul wurde 1967 geweiht.
Auf einem Grundstück, das die Firma KSB für die Errichtung eines Gottesdienstsaals in Lauterecken gestiftet hatte, baute die Lutherkirchengemeinde eine christliche Kindertagesstätte. Diese wurde 1968 eingeweiht und hat heute Platz für 75 Kinder in drei Gruppen. (Stand 2017)

## Ökumene und internationale Partnerschaften
Die benachbarten Gemeinden St. Paul und Lutherkirche eint nicht nur, dass ihre Kirchengebäude von denselben Architekten geplant wurden. Seit Jahrzehnten wird auch ökumenische Gemeinschaft gepflegt. So gibt es etwa regelmäßige Treffen des Presbyteriums der Lutherkirche und des Gemeindeausschusses St. Paul., den ökumenische Arbeitskreis sowie das ökumenische "Fest zwischen den Kirchen". Im Jahre 2007 wurde zwischen den damaligen Pfarrern Albrecht Roth und Markus Horbach eine ökumenische Vereinbarung unterzeichnet. Die beiden Kirchenchöre schlossen sich 2013 zum "Ökumenischen Chor Lutherkirche-St. Paul" zusammen.
Darüber hinaus pflegt die Lutherkirchengemeinde seit Oktober 1970 eine Partnerschaft mit der reformierten St Andrew’s Church in Roundhay (Leeds) mit regelmäßigen Begegnungen von Erwachsenen und Jugendlichen. 1991 wurde diese um die Frankenthaler Partnergemeinde der Martinskirche in Bernburg (Saale) erweitert. Die Partnerschaft mit der Martinskirche besteht seit 1985.

## Architektur und Ausstattung
Neben Gutbier waren Hans Kammerer und Walter Belz die Architekten der Kirche. Die Kirche ist ein flacher Ziegelbau mit einem umlaufenden Fensterband. Das Zeltdach wird von vier Stützen getragen und ist in Stahlfachwerk ausgeführt. Verkleidet ist es außen mit Kupferblech und innen mit Holz. Ein dreieckiges Fenster zeigt nach Norden und ist mit einem großen Kreuz ausgefacht. Die Südfront hinter dem Altar ist zu einem Lichthof geöffnet. Dort hat der Künstler Erich Sauer das Relief „Darum wachet“ mit Beton und Glasbausteinen gestaltet. Der Taufstein wurde durch die Steinmetzin Verena Schubert-Andres angefertigt. Einen zwölfteiligen Bilderzyklus zum Alten und Neuen Testament führte Alexander Roob 1985 aus.
Die Orgel wurde erst 1967/68 von der Lübecker Orgelbaufirma Emanuel Kemper erbaut. Das Instrument umfasst 18 Register auf zwei Manualen und Pedal (Orgel|Pedal). Spiel- und Registertraktur sind mechanisch.
In der Überlegung war ein Glockenturm, der den der benachbarten katholischen Kirche St. Paul in der Höhe übertreffen sollte. Da jedoch bei beiden Gemeinden die Geldmittel beschränkt waren, wurde ein gemeinsamer Glockenträger zwischen den Kirchen errichtet. Obwohl nie Glocken installiert wurden, blieb die ökumenische Klammer vom Abriss verschont.

## Pfarrer an der Lutherkirche (seit 1966)
- Werner Wittenmeier (1966–1969)
- Klaus Böhm (1969–1982)
- Albrecht Roth (1982–2007)[5]
- Martin Henninger (2008–2021)[6][4]
- Jean-Christoph de Araujo (seit 2022)[7]

Seit 2018 teilen sich die Luther- und die Friedenskirche eine Pfarrstelle.